# Martin Kocher
Martin Kocher (Salzburg, 1973. szeptember 13. –) 2021 és 2025 között Ausztria munkaügyi, 2022 és 2025 között pedig gazdasági minisztere.

## Életpályája
2016 és 2021 között a bécsi Haladó Tanulmányok Intézete (Institut für Höhere Studien; IHS) igazgatója volt.

## Fordítás
- Ez a szócikk részben vagy egészben  a   Martin Kocher  című német Wikipédia-szócikk fordításán alapul.  Az eredeti cikk szerkesztőit annak laptörténete sorolja fel. Ez a jelzés csupán a megfogalmazás eredetét és a szerzői jogokat jelzi, nem szolgál a cikkben szereplő információk forrásmegjelöléseként.